# Motoflash
Motoflash is een historisch merk van motorfietsen.
Italiaans merk uit Bologna dat in 1957 50 cc scooters, bromfietsen en lichte motorfietsen produceerde. Men maakte ook 48 cc hulpmotoren.